# Felipe Agoncillo

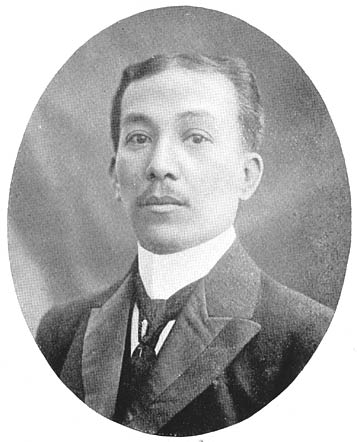
Felipe Agoncillo, ca. 1905

Felipe Agoncillo (Taal, 26 mei 1859 – Manilla, 29 september 1941) was een Filipijns diplomaat en politicus. Hij zette zich tijdens en na de Filipijnse revolutie in voor het verkrijgen van de Filipijnse onafhankelijkheid, eerst van Spanje en later van de Verenigde Staten. Felipe Agoncillo was de oom van Teodoro Agoncillo, een vooraanstaand Filipijns historicus.

## Biografie
Na de Manila High School studeerde Agoncillo rechten aan de University of Santo Tomas. Na zijn afstuderen in 1879 startte hij zijn eigen praktijk in zijn geboorteplaats Taal. In zijn praktijk hielp hij regelmatig landgenoten zonder vergoeding, hetgeen door de Spaanse koloniale autoriteiten niet erg gewaardeerd werd. Toen hij door een lokale priester beschuldigd werd van het verspreiden van patriottische ideeën en op het punt stond gearresteerd te worden door de gouverneur-generaal van de Filipijnen, ontvluchtte hij in 1895 met zijn familie de Filipijnen, eerst naar Yokohama in Japan en vervolgens naar Hongkong. Daar zette hij een kantoor op waarvandaan de propaganda van de revolutionaire regering van Emilio Aguinaldo kon worden verspreid. In augustus 1898 werd Agoncillo door Aguinaldo afgevaardigd naar Washington D.C. om Filipijnse onafhankelijkheid te bepleiten. Later reisde hij naar Parijs om daar de Filipijnse zaak te bepleiten bij de vredesbesprekingen tussen de Verenigde Staten en Spanje. Hij werd echter uitgesloten van deelname aan de onderhandelingen, waarbij de Filipijnen uiteindelijk voor $20 miljoen werden verkocht aan de Verenigde Staten. Na de uitbraak van de Filipijns-Amerikaanse Oorlog vertrok hij naar Hongkong, om zich daar bij de verbannen revolutionaire Filipijnse regering te voegen.
Na afloop van de oorlog keerde hij in 1902 terug naar de Filipijnen om daar zijn advocatenkantoor opnieuw op te starten. In 1907 werd hij gekozen als afgevaardigde namens Batangas in de Philippine National Assembly. In 1923 werd Agoncillo benoemd tot minister van binnenlandse zaken tijdens de ambtstermijn van gouverneur-generaal Leonard Wood. Hij maakte zich in die periode, waarin de belangrijkste posities in de overheid werden ingenomen door Amerikanen, sterk voor een belangrijkere rol voor Filipino’s.
Agoncillo overleed in 1941 op 82-jarige leeftijd en werd begraven op La Loma Cemetery in Manilla. Ter ere van Felipe werd in 1949 een nieuwe gemeente in de provincie Batangas, Agoncillo genoemd. Agoncillo was getrouwd met Marcela Agoncillo en kreeg met haar zes dochters.

## Bron
- (en)  Carlos Quirino, Who's who in Philippine history, Tahanan Books, Manilla (1995)
- (en)  Spencer C. Tucker, The Encyclopedia of the Spanish-American and Philippine-American Wars (2009)

- Gemeinsame Normdatei: 143069381
- International Standard Name Identifier: 0000 0000 4158 0858
- Virtual International Authority File: 56248051
- WorldCat: E39PBJj8MpGTHPDcJgPxmQGj4q